# George Saunders
George Saunders (n. 2 decembrie 1958, Amarillo, Texas, SUA) este un scriitor american de povestiri, eseuri, nuvele, cărți pentru copii și romane. Opera sa a apărut în New Yorker, Harper's, McSweeney's și GQ.  A contribuit, de asemenea, la o coloană săptămânală, American Psyche, în revista de weekend The Guardian între 2006 și 2008.
Este profesor la Universitatea Syracuse. Saunders a câștigat Premiul pentru reviste naționale pentru ficțiune în anii 1994, 1996, 2000 și 2004 și al doilea premiu la Nominațiile O. Henry în 1997. Prima sa colecție de povestiri, Civil War Land in Bad Decline, a fost un finalist pentru Premiul PEN / Hemingway din 1996. În 2006, Saunders a primit premiul "Fellowship MacArthur".  În 2006 a câștigat premiul World Fantasy pentru povestea sa scurtă "CommComm". 
Colecția sa de povestiri In Persuasion Nation a fost un finalist al premiului Story Prize în 2000. În 2013, a câștigat Premiul PEN / Malamud  și a fost un finalist al premiului Național Book Award.  Opera lui Saunders   Tenth of December: Stories  a câștigat premiul Story Prize  pentru colecția istorii scurte din anul 2013  și premiul inaugural  Folio Prize  (2014).    Romanul său Lincoln în Bardo ( Bloomsbury Publishing ) a câștigat premiul Man Booker 2017. 

## Copilăria, studii și formare
Saunders s-a născut în Amarillo, Texas.  A crescut și copilărit în apropierea orașului Chicago și a absolvit liceul Oak Forest din Oak Forest, Illinois .  În 1981, a primit diploma de licență în ingineria geofizică din Colorado School of Mines din Golden, Colorado.  Ceea ce ține de educația lui în domeniul științific, Saunders a afirmat: "... orice pretenție pe care aș putea să o fac originalității în ficțiunea mea este într-adevăr rezultatul acestei formări ciudate: practic, doar eu lucrez ineficient, cu instrumente știrbite, într-un așa mod în care eu nu dețin suficiente cunoștințe pentru a înțelege cu adevărat esența fenomenelor geofizice. Ca și cum ați pune un sudor la schițarea rochiilor. " 
În 1988, a fost premiat cu  Diploma de Masterat în domeniul creației de la Universitatea din Syracuse; între timp, Saunders a întâlnit-o pe Paula Redick, care la rîndul ei era și ea o scriitoare, care ulterior va deveni soția lui. Saunders a reamintit că "ne-am logodit în trei săptămâni, fiind un record la Syracuse Creative Writing Program, care, cred eu, rămâne să fie în continuare". 
 

În ceea ce privește influențele sale, Saunders a scris: 
„I really love Russian writers, especially from the 19th and early 20th Century: Gogol, Tolstoy, Chekhov, Babel. I love the way they take on the big topics. I'm also inspired by a certain absurdist comic tradition that would include influences like Mark Twain, Daniil Kharms, Groucho Marx, Monty Python, Steve Martin, Jack Handey, etc. And then, on top of that, I love the strain of minimalist American fiction writing: Sherwood Anderson, Ernest Hemingway, Raymond Carver, Tobias Wolff.”
„Iubesc cu adevărat scriitorii de origine rusă, în special cei din perioada sec. XIX-lea și cei din începutul sec. XX-lea: Gogol, Tolstoy, Chekhov, Babel. Iubesc modul de abordare a subiectelor fundamentale. De asemenea, sunt inspirat de absurditatea anumitor tradiții comice care includ influențele lui Mark Twain, Daniil Kharms, Groucho Marx, Monty Python, Steve Martin, Jack Handey, etc. Prin urmare, pe deasupra, iubesc tensiunea ficțiunii americane minimaliste: Sherwood Anderson, Ernest Hemingway, Raymond Carver, Tobias Wolff”.

## Carieră

### Formare și muncă
Din 1989 până în 1996, Saunders a lucrat ca traducător în domeniul tehnic (manuale de utilizare)  și inginer geofizic pentru Radian International, o firmă de inginerie civilă din Rochester, New York. De asemenea, a lucrat pentru o perioadă de timp cu un echipaj de explorare a petrolului din Sumatra. 
Din 1997, Saunders activa la Facultatea din Syracuse University, predând scrierea creativă în programul  Maestru al Artelor Plastice, continuând să publice ficțiune și nonficțiune. În 2006, a fost distins cu  Ordinul Guggenheim și o bursa MacArthur de $500, 000 .  A fost un "Visiting Writer" (semestru lung curs în care elevii au posibilitatea specială de a se cufunda într-un studiu al operelor unui scriitor. Elevii citesc o masă critică de texte de către acel scriitor înainte de curs, după care acel scriitor culminează cu o vizită la școală.) la Universitatea Wesleyan  și a participat la seria Writers Wesleyan's Distinguished Writers Series, Hope College în 2010.  Colecția sa nonfiction, The Braindead Megaphone, a fost publicată în 2007. 
Ficțiunea scrisă de Saunders se concentrează deseori pe absurditatea consumismului, a culturii corporative și a rolului mass-media.  În timp ce mulți comentatori menționează tonul satiric al scrisului, munca lui ridică și întrebări morale și filosofice.  Elementul tragicomic al scrisului său a câștigat comparații ale lui Saunders cu Kurt Vonnegut, a cărui lucrare l-a inspirat. 
Drepturile filmului Civil War Land in Bad Decline au fost achizitionate de Ben Stiller la sfarsitul anilor 1990; ceea ce ține de anul 2007 , proiectul a fost în curs de dezvoltare de către compania lui Stiller, Red Hour Productions .   Saunders a scris, de asemenea, un scenariu de lung metraj bazat pe povestea sa "Sea Oak". 
Într-o conversație din noiembrie 2015 cu scriitorul american Jennifer Egan pentru New York Times , Saunders a spus că scrie un roman acțiunea căruia se desfășoară în secolul al XIX-lea, care în timp ce "aparent istoric" era și mai aproape de science fiction decât o mare parte din lucrarea sa anterioară. 
Saunders se considera un Obiectivist cînd avea 20 de ani, dar acum îl vede nefavorabil, asemănându-l cu neoconservatismul   El este acum student al budismului Nyingma . 

### Premii
Saunders a câștigat Premiul National Magazine Award pentru ficțiune de patru ori: în 1994, pentru "CEO-ul de 400 de lire" (publicat în Harper's ); în 1996, pentru "Bounty" (de asemenea, publicată în Harper's ); în 2000, pentru "The Barber's Unhappiness" (publicat în The New Yorker ); și în 2004, pentru "The Red Bow" (publicat în Esquire ).   Saunders a câștigat al doilea premiu în 1997, a obținut premiul O. Henry, pentru povestirea sa "The Falls", publicată inițial în ediția din 22 ianuarie 1996 a revistei The New Yorker .  
Prima sa scurtă colecție, Civil War Land in Bad Decline , a fost un finalist al Premiului PEN / Hemingway din 1996. 
În 2001, Saunders a primit premiul pentru ficțiune Lannan Literary Fellowship  de la Fundația Lannan .   În 2006, a fost distins cu  Fellowship Guggenheim de la Fundația Guggenheim.   În același an, a primit  MacArthur Fellowship. 
În 2009, Saunders a primit un premiu de la Academia Americană de Arte și Litere .    În 2014, a fost ales la Academia Americană de Arte și Științe . 
În 2006, a câștigat premiul World Fantasy Award pentru cea mai bună poveste scurtă pentru povestea sa scurtă "CommComm", publicată pentru prima oară în ediția din 1 august 2005 a revistei The New Yorker .  
Colecția sa de povești scurte  In Persuasion Nation el a fost un finalist al premiului The Story in 2006. 
În 2013, Saunders a câștigat premiul PEN / Malamud pentru excelență în povestea scurtă. 
Colecția sa scurtă de povestiri A zecea parte a lunii decembrie a câștigat Premiul pentru povestiri din 2013.   Colecția a câștigat, de asemenea, premiul Folio  în 2014, "primul mare volum de carte în limba engleză, deschis pentru scriitori din întreaga lume".    
Colecția a fost, de asemenea, un finalist al Premiului Național de Carte  și a fost numită una dintre cele "Cele mai bune 10 cărți al anului 2013" de către editorii revistei New York Times Review . 
Pe coperta revistei  The New York Times Magazine  din ianuarie 2013, numită "Tenth of December " cea mai bună carte pe care o veți citi în acest an". 
Una dintre poveștile din colecția "Acasă" a fost un finalist al premiului Bram Stoker 2011 . 

## Premii și onoruri

### Premiile câștigate
- Premiul National Magazine Award pentru ficțiune, 1994 - "CEO-ul de 400 de lire", poveste scurtă, publicat în revista Harper's
- Premiul   National Magazine Award pentru ficțiune, 1996 - "Bounty", poveste scurtă, publicată în revista Harper's
- Premiul  National Magazine Award pentru ficțiune, 2000 - "Nefericirea barbară", poveste scurtă, publicată în The New Yorker
- Premiul  National Magazine Award pentru ficțiune, 2004 - "The Bow Red", poveste scurtă, publicată în Esquire
- Locul II la Premiile O. Henry din 1997 - "The Falls", poveste scurtă, publicată în The New Yorker (22 ianuarie 1996)
- Fundația Lannan - Fellowship Literary Lannan, 2001
- MacArthur Fellowship, 2006
- Guggenheim Fellowship, 2006
- Academia Americana de Arte si Scrisori, Premiul Academiei, 2009
- Premiul World Fantasy pentru cea mai bună poveste scurtă - "CommComm", publicat în The New Yorker (1 august 2005)
- Premiul PEN / Malamud pentru excelență în povestea scurtă, 2013
- Premiul pentru poveste , 2013 - 10 decembrie: Povestiri
- Premiul Folio , 2014 - 10 decembrie: Povestiri
- Reviewul revistei New York Times , "10 cele mai bune cărți din 2013", 10 decembrie: Povestiri
- Academia Americana de Arte si Stiinte , ales ca membru, 2014
- Premiul Booker , 2017 - Lincoln în Bardo
- Academia Americană de Arte și Litere , stabilit ca Membru, 2018 [50]

### Onoruri care au ajuns printre locurile finaliste
- Premiul PEN / Hemingway, 1996 - Finalist - Civil War Land in Bad Decline
- Premiul pentru povestiri , 2006 - Finalist - În persuasiunea națiunii
- Premiul Național de carte pentru ficțiune , 2014 - Finalist - 10 decembrie: Povestiri
- Premiul Bram Stoker , 2011 - Finalist - "Acasă" (poveste scurtă)

## Opera literară

### Romane
- Lincoln în Bardo (2017) [29]

### Ficțiune scurtă
Colecții
- Civil War Land in Bad Decline (1996) ( scurte povestiri și o novela )
- Pastoralia (2000) (scurte povestiri și o novela)
- În persuasion nation (2006) (scurte povestiri)
- 10 decembrie: Povestiri (2013) (scurte povestiri)

Povestiri 
| Titlu                                        | An         | Prima publicație | Republicat / colectate     | Observații |
| -------------------------------------------- | ---------- | ---------------- | -------------------------- | --- |
| Pot vorbi!                                   | 1999       | The New Yorker   | În națiunea de persuasiune | Adesea recunoscut ca fiind printre cele mai bune povestiri.                                                                           |
| Gapperii foarte persistenți ai lui Frip      | 2000       |                  |                            | Novella |
| Regina Scundă și Înspăimântătoare a lui Phil | 2005       |                  |                            | Novella |
| Fox 8                                        | 2013, 2018 |                  | Fox 8 (2018)               | Mai întâi lansat ca o carte electronică în 2013, povestea a fost ulterior publicată în cărți de către Random House în noiembrie 2018. |
| O notă de două minute pentru viitor (2014)   | 2014       |                  |                            | |
| Ziua mamei                                   | 2016       | New Yorker       | neincasate                 | |

### Eseuri și raportaje
- Saunders, George (2006). A bee stung me, so I killed all the fish (notes from the Homeland 2003–2006). Riverhead Books. [59]
- The Braindead Megaphone (2007) (eseuri colectate)
- Felicitări, apropo: câteva gânduri despre bunătate (2014) [60]
- — (11 d.Hr.). „Trump days : up close with the candidate and his crowds”. The New Yorker. 92 (21): 50–61. [61]

### Antologii
- Fals: o antologie a pseudo-interviurilor, lecții faux, cvasi-litere, texte găsite și alte artefacte frauduloase , editate de David Shields și Matthew Vollmer (2012)